# 蘭比杜
蘭比杜（法語：Lambidou），是馬里的城鎮，位於該國西部，由卡伊區的迪耶馬省負責管轄，面積333平方公里，海拔高度270米，2009年人口14,947，人口密度每平方公里44.9人。